# Адмирал Лазарев (лек крайцер, 1952)
Адмирал Лазарев e лек крайцер на ВМФ на СССР от проект 68-бис, „Свердлов“. Името си носи в чест на адмирал Михаил Лазарев. Заводски номер: 626.

## История на строителството
Заводски номер: 626.
- 9 ноември 1950 г. – зачислен в списъците на ВМФ.
- 6 6 февруари 1951 г. – заложен в КСЗ № 194 („Завода А. Марти“, Ленинград).
- 29 юни 1952 г. – спуснат на вода.
- 30 декември 1953 г. – въведен в строй.

## История на службата
- 18 февруари 1954 г. – влиза в състава на 8-ми флот.
- 24 декември 1955 г. – преведен в състава на ДЧБФ (Двойно Червенознаменен Балтийски флот).
- 27 февруари 1956 г. – преведен в ЧСФ.
- лято-есен на 1956 г. – преход по Севморпут от Североморск към Далечния Изток.
- 22 октомври 1956 г. – преведен в ЧТОФ.
- 26 март 1963 г. – изваден от бойния състав на ВМФ, законсервиран и поставен в Советская Гаван.
- 18 март 1972 г. – разконсервирован и въведен в строй.
- 18 септември 1980 г. – 3 февруари 1986 г. – преминава основен ремонт в „Далзавод“ във Владивосток.
- 12 октомври 1986 г. – разоръжен и изключен от състава на ВМФ.
- 11 февруари 1988 г. – разформирован.
- През 1991 г. – продаден на частна индийска фирма за скрап.